# 杵屋栄蔵
杵屋 栄蔵（きねや えいぞう）は、長唄三味線方の名跡。三代目以降は杵栄派家元となった。

## 初代
後の三代目杵屋勘五郎。

## 二代目
後の五代目杵屋勘五郎。

## 三代目
（1890年11月15日 - 1967年11月26日）本名は小田裕康。

### 経歴
- 1890年に東京の生まれ、六代目芳村伊十郎の養子。
- 1901年に五代目杵屋勘五郎の門に入って初代杵屋栄次郎と名乗る。
- 1905年に三代目栄蔵を襲名。
- 1925年に杵栄派、
- 1935年には芳村派の家元になる。
- 1932年には日本邦楽学校を設立。

後に九代目芳村伊三郎や五代目大薩摩文太夫の名も名乗った。
また古典の復活、研究、伝承などにも力を入れ多くの著作も残している。

### 役職
- 左團次一座、市川猿之助劇団邦楽部長
- 松竹邦楽顧問
- 長唄協会会長などを歴任。

### 作曲
「お七吉三」「雪女郎」など。

### 受賞
- 1955年 勲三等
- 1956年 日本芸術院賞[1]

### 家族
実子が四代目栄蔵。

## 四代目
（1917年10月17日 - 1988年6月20日）本名は小田貞夫。
東京の生まれ、三代目の実の子。栄美蔵、1959年に五代目杵屋正次郎をへて1968年に四代目栄蔵を襲名。女婿が八代目芳村伊十郎。
また薩摩文五郎、大薩摩初音太夫林鷲、大薩摩文暁を名乗っている。 